# Пратолини, Васко
Васко Пратолини (итал. Vasco Pratolini; 19 октября 1913, Флоренция, Королевство Италия — 12 января 1991, Рим, Италия) — итальянский писатель, поэт, сценарист, участник антифашистского Сопротивления, виднейший представитель неореализма в послевоенной итальянской литературе. Трижды был номинирован на Нобелевскую премию по литературе.

## Биография
Родился 19 октября 1913 года во Флоренции, в бедной семье. В годы ранней молодости занимался самой разной работой, самостоятельно учился, заболев туберкулезом, два года провёл в санаториях на севере Италии.
Вернувшись во Флоренцию в 1937 году, сближается с кружком интеллектуалов, сформировавшемся при журнале «Солария», знакомится с Элио Витторини, затем с Альфонсо Гатто. Вместе с ним в 1938—1939 годах выпускал журнал Campo di Marte (в переводе с итал. — «Марсово поле»). Затем начинает работать в министерстве образования в Риме и сближается с писателями журнала «Ронда».
Во время Второй мировой войны он сражался с итальянскими антифашистами против немецкой оккупации. После окончания войны окончательно перебрался в Рим, представлявший собой в то время крупный центр культуры. Помимо литературной деятельности также работал в кино, в частности, участвовал в написании сценариев для таких фильмов, как «Рокко и его братья» Лучино Висконти, «Пайза» Роберто Росселлини и «Четыре дня Неаполя» Нанни Лоя. В 1954 и 1961 годах Валерио Дзурлини снял два фильма по романам Пратолини, Le ragazze di San Frediano и Cronaca familiare.
На протяжении нескольких десятилетий Пратолини занимался литературой, культурой в широком смысле слова, особенно радио и кино; получив широкое признание, был отмечен многочисленными итальянскими и международными премиями. Его творчество было основано на твёрдых политических принципах, многое в нём было связано с жизнью и чувствами обычных рабочих людей Флоренции. Пратолини стал редким для XX века примером писателя-самоучки. Умер 12 января 1991 года в Риме.

## Жизнедеятельность
Пратолини оставил после себя внушительное число прозаических и поэтических произведений. Первый его сборник автобиографического характера «Зеленый ковер» («Il tappeto verde»), включавший прозу и стихи, вышел в 1941 году. За ним последовали повести «Улица де’ Магаддзини» («Via de’ Magazzini», 1943), ставшая самым удачным его литературным произведением раннего периода творчества, и «Подруги» («Le amiche»), написанная в то же время. В 1947 году автобиографическую линию продолжает сборник эссе «Профессия бродяга» («Mestiere di vagabondo»), а в 1956-м — «Сентиментальный дневник» («Diario sentimentale»).
В большую литературу Пратолини вошёл своим романом «Квартал» («Il quartiere», 1944), который стал началом долгого творческого пути, поставившего писателя в ряд крупнейших представителей неореализма. За ним последовал в 1947 году роман «Семейная хроника» («Cronaca familiare»), который был посвящен умершему брату Ферруччо, — это своеобразный разговор, исполненный горечи и сожалений, с ушедшим братом, с которым автор был разлучен ещё в детстве и которого слишком поздно попытался понять. В романе намечается одна из самых важных тенденций последующей прозы Пратолини — воспоминания о прошлом, волнующие и элегические. «Повесть о бедных влюбленных» («Cronache di poveri amanti»), также вышедшую в 1947 году, многие критики считают первым образцом неореализма в итальянской литературе. Действие книги происходит в районе улицы Дель Корно, одной из старейших улиц Флоренции, где сам автор провел детство, в годы фашистской диктатуры; герои произведения — обычные люди, чьи истории то пересекаются, то расходятся и, в конечном итоге, возникает хоральное повествование, внутри которого различные стороны действительности связываются воедино благодаря умению автора неопосредованно рассказать о событиях после первой мировой войны, о годах, в которые в Италии начал утверждаться фашизм.
В 1949 году выходит роман «Герой нашего времени» («Un eroe del nostro tempo»), менее удачный, по оценке критики, — в нём Пратолини показывает самые мрачные стороны фашизма на примере одного отрицательного персонажа Сандрино. В повести «Девушки из Сан-Фредиано» («Le ragazze di Sanfrediano») повествование также опирается на юношеские воспоминания автора и повествование приобретает хоральное звучание.
Вышедшим в 1955 году романом «Метелло» («Metello») Пратолини начинает трилогию «Итальянская история» («Una storia italiana»), задуманную как большое художественное повествование, охватывающее период с конца девятнадцатого века до шестидесятых годов двадцатого. В неё войдут также романы «Расточительство» («Lo scialo», 1960) и «Аллегория и осмеяние» («Allegoria e derisione», 1966). В первом романе «Метелло», построенном по достаточно прямой повествовательной схеме, рассказана история юноши из городка Вальдрано, приехавшего во Флоренцию в начале века. Его взросление происходит на фоне значительных событий итальянской истории, начала борьбы за права профсоюзов и развития рабочего движения. В романе ещё очевидны основные принципы неореалистической эстетики, но частые лирические отступления и особое внимание к психологической характеристике персонажей говорят о том, что автор выходит за рамки этой школы.

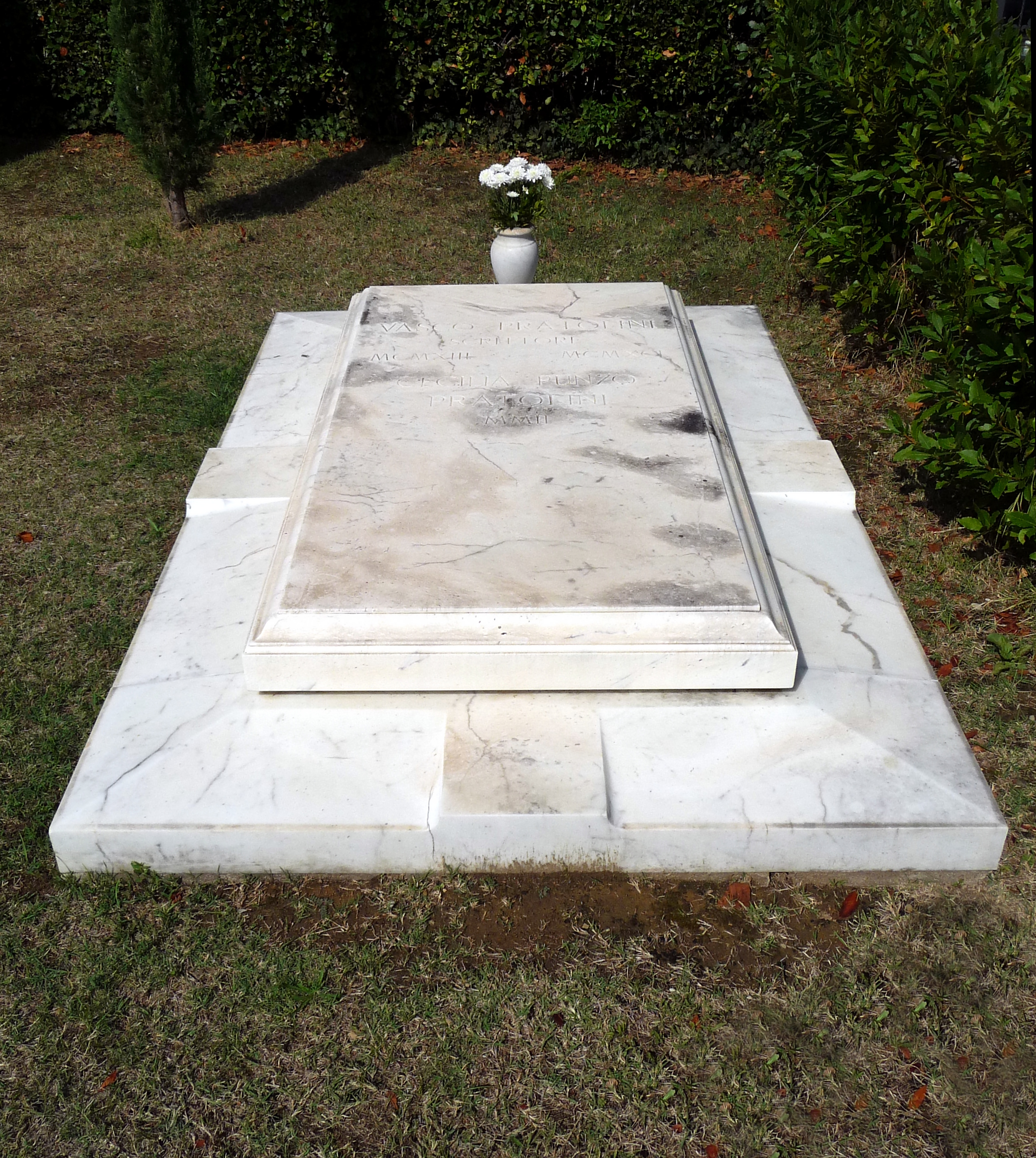
Могила писателя Васко Пратолини (1913—1991) на кладбище Порт-Санте недалеко от Сан-Миниато-аль-Монте, Флоренция, Италия.

### Книги в переводе на русский язык
- Повесть о бедных влюбленных. — Перевод с итал. А. Вершинина [и др.]; Под ред. Н. Немчиновой; [Послесл. З. Потаповой]. — М.: Изд-во иностранной литературы, 1956. — 384 с. (1957 — 2-е изд.)
- Виа де`Магадзини; Семейная хроника. — Пер. с итал. Л. Вершинина и З. Потаповой; [Предисл. Н. Елиной]. — М.: [Гослитиздат], 1958. — 247 с.: ил.
- Метелло: Роман. — Пер. с итал. Т. Блантер и Е. Феерштейн; [Предисл. Дж. Джерманетто]. — М.: Изд-во иностранной литературы, 1958. — 301 с.
- Квартал: Роман. — Перевод с итал. Р. Чертова и Ц. Кин; [Предисл. З. Потаповой]; Ил.: А. Белюкин. — М.: Гослитиздат, 1963. — 152 с.: ил. (Зарубежный роман XX в.).
- Постоянство разума: Роман. — Пер. с итал. Г. Брейтбурда и Е. Солоновича; [Послесл. Г. Брейтбурда]; Ил.: Ю. Красный. — М.: Профиздат, 1966. — 304 с.: ил.
- Повесть о бедных влюбленных; Виа де,Магадзини; Семейная хроника: Пер. с итал. [Вступ. ст. З. Потаповой; Ил. И. Гусевой]. — М.: Правда, 1990. — 510 с.: ил. ISBN 5-253-00380-0